# Gimme Hope Jo'anna
«Gimme Hope Jo'anna» ( Español: Jo'anna dame esperanza) es una canción original creada por Eddy Grant, que además la interpreta. Es una canción dentro del movimiento reggae anti-apartheid, convirtiéndose prácticamente en su himno, ya que fue escrita durante el apartheid en Sudáfrica. La canción fue prohibida por el gobierno sudafricano que no pudo impedir que fuera ampliamente escuchada por todo el país. Alcanzó la posición 7 en los UK Singles Chart, convirtiendo a Grant en un Top 10 durante más de 5 años.

## Letra
"Jo'anna" en la letra representa no solo a la ciudad de Johannesburgo, sino también al nuevo gobierno de Sudáfrica que acabó con el sistema apartheid. Soweto es un barrio negro cercano a Johannesburgo, conocido por su papel en la resistencia contra el apartheid conocida por "escurrirse a través de las fronteras enemigas" para luchar en otros países, sobre todo en la guerra civil angoleña. El arzobispo es Desmond Tutu, que ganó el Premio Nobel de la Paz por su oposición al apartheid.
- Datos: Q2293184